# Ковтун, Георгий Кириллович
Гео́ргий Кири́ллович Ковту́н (укр. Георгій Кирилович Ковтун, 28 сентября 1930 — 11 декабря 2004) — украинский государственный деятель, начальник Главного управления разведки Службы безопасности Украины, генерал-майор в отставке.
- декабрь 1991 — декабрь 1992 — заместитель Председателя Службы национальной безопасности Украины, председатель Главного управления разведки СНБУ, с 1992 — СБУ